# Képkeresés
A képkereső rendszer egy számítógépes rendszer, amely böngészésre, keresésre és a digitális képek nagy adatbázisából történő lekérésére szolgál. A legtöbb hagyományos és elterjedt képlekérdezési módszer valamilyen metaadat hozzáadásának módszerét alkalmazza, például feliratot, kulcsszavakat, címet vagy leírásokat a képekhez. A kép kézi kommentálása időigényes, munkaigényes és költséges; ennek megoldására nagy mennyiségű kutatást végeztek az automatikus képannotációval kapcsolatban. Ezenkívül a közösségi webalkalmazások és a szemantikus web növekedése számos webalapú képannotációs eszköz fejlesztését inspirálta.
Az első mikroszámítógép alapú képadatbázis-visszakereső rendszert az 1990-es években az MIT-n fejlesztette ki Banireddy Prasaad, Amar Gupta, Hoo-min Toong és Stuart Madnick.
Az előrehaladást 2007 után egy 2008-as felmérési cikk dokumentálja.

## Keresési módszerek
A képkeresés egy speciális adatkeresés, amelyet képek keresésére használnak. Képek kereséséhez a felhasználó megadhat olyan lekérdezési kifejezéseket, mint kulcsszó, képfájl/link, vagy rákattint valamelyik képre, és a rendszer a lekérdezéshez "hasonló" képeket ad vissza. A keresési kritériumokhoz használt hasonlóság lehet metacímke, képek színeloszlása, régió es attribútumok.
- Kép metakeresés - képek keresése a kapcsolódó metaadatok, például kulcsszavak, szöveg stb. alapján.
- Tartalomalapú képkeresés (Content-based image retrieval, azaz CBIR-motorok) - a számítógépes látás alkalmazása a képkeresésben. Ennek az a célja, hogy elkerülje a szöveges leírások használatát, és ehelyett a képeket a tartalmuk (textúrák, színek, formák stb.) hasonlósága alapján lekéri a felhasználó által megadott lekérdezési képhez vagy a felhasználó által megadott képfunkciókhoz.
  - A CBIR-motorok listája - azon motorok listája, amelyek képalapú képi vizuális tartalmat, például színt, textúrát, alakot keresnek.
- Képgyűjtemény feltárása - képek keresése újszerű feltárási paradigmák felhasználása alapján.[3]

## Képadatok természete
A képkeresési rendszer tervezésének összetettségének meghatározása érdekében elengedhetetlen a képadatok természetének megértése. A kialakítást nagyban befolyásolják olyan tényezők is, mint a felhasználói bázis sokfélesége és a keresési rendszer várható felhasználói forgalma. Ezen dimenzió mentén a keresési adatok a következő kategóriákba sorolhatók:
- Archívumok - általában nagy mennyiségű strukturált vagy félig strukturált homogén adatot tartalmaznak, amelyek meghatározott témákra vonatkoznak.
- Tartományspecifikus gyűjtemény - ez egy homogén gyűjtemény, amely ellenőrzött felhasználók számára biztosít hozzáférést, nagyon specifikus célokkal. Ilyen gyűjtemény például az orvosbiológiai és a műholdas képadatbázis.
- Vállalati gyűjtemény - egy heterogén képgyűjtemény, amely elérhető a felhasználók számára a szervezet intranetén belül. A képek sok különböző helyen tárolhatók.
- Személyes gyűjtemény - általában nagyrészt homogén gyűjteményből áll, és általában kis méretű, elsősorban a tulajdonos számára hozzáférhető, és általában egy helyi adathordozón tárolják.
- Web - A világháló képei mindenki számára elérhetőek, internetkapcsolattal. Ezek a képgyűjtemények félig strukturáltak, nem homogének és tömegesek, és általában nagy lemeztömbökben vannak tárolva.

## Értékelések
A képkereső rendszerek számára értékelési műhelyek működnek. Ezeknek célja az ilyen rendszerek kivizsgálása és teljesítményének javítása.
- ImageCLEF - a Cross Language Evaluation Forum folyamatos nyomon követése, amely a rendszereket szöveges és tiszta kép-visszakeresési módszerekkel is értékeli.
- Tartalomalapú hozzáférés a kép- és videokönyvtárakhoz - IEEE- műhelysorozat 1998 és 2001 között.

## Fordítás
Ez a szócikk részben vagy egészben  az   Image retrieval című angol Wikipédia-szócikk ezen változatának fordításán alapul.  Az eredeti cikk szerkesztőit annak laptörténete sorolja fel. Ez a jelzés csupán a megfogalmazás eredetét és a szerzői jogokat jelzi, nem szolgál a cikkben szereplő információk forrásmegjelöléseként.